# Iaroslava Xvédova

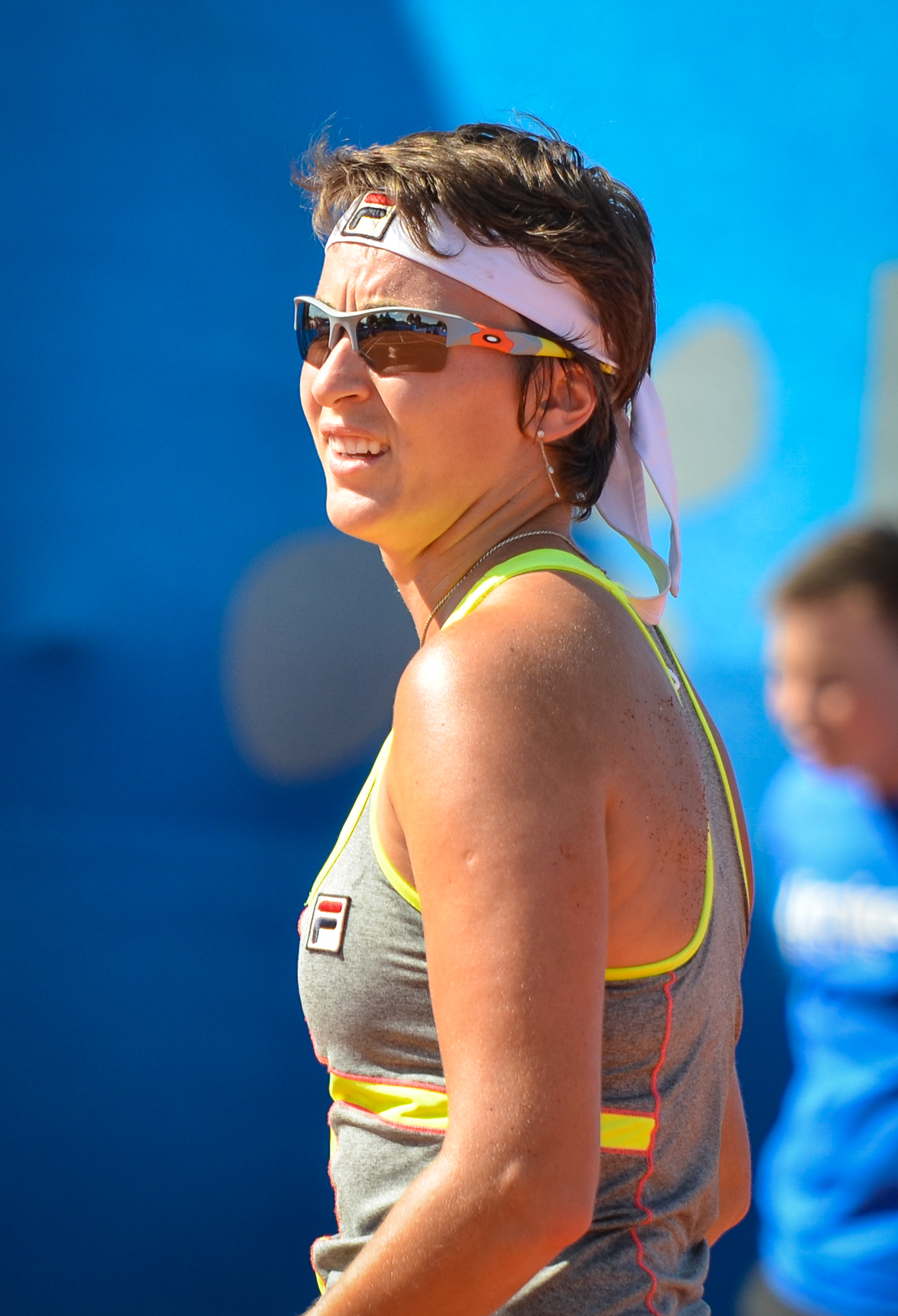
Iaroslava Xvédova.

Iaroslava Viatxeslàvovna Xvédova (Ярослава Вячеславовна Шведова, Moscou, URSS, 12 de setembre de 1987) és una extennista professional kazakh d'origen rus.
En el seu palmarès hi ha un títol individual però bàsicament ha destacat en dobles guanyant tretze títols del circuit WTA. Destaquen dos títols de Grand Slam en dobles aconseguits ambdós l'any 2010 junt a Vania King: Wimbledon i US Open. En el rànquing de dobles va arribar a ocupar el tercer lloc (2016), mentre que individualment al 25è lloc (2012).
Xvédova fou la primera tennista femenina de l'Era Open en guanyar un set daurat, és a dir, tots els punts disputats en un set, en el partit de tercera ronda de Wimbledon enfront Sara Errani l'any 2012.

## Biografia
Filla de Vyacheslav i Nurziya Bagmanova, d'origen rus i baixkir respectivament. La seva mare fou atleta professional i campiona del món en ultramarató de 100 quilòmetres. Té un germà més gran anomenat Pavel. Va adquirir la nacionalitat kazakh l'any 2008 aprofitant que aquest país oferia facilitats als esportistes per adquirir la seva nacionalitat i augmentar el seu nivell esportiu.
Va tenir dos fills bessons l'octubre de 2018 junt al seu marit Kostya.

## Torneigs de Grand Slam

### Dobles femenins: 6 (2−4)
| Resultat   | Núm. | Any  | Torneig       | Parella         | Oponents                             | Marcador            |
| ---------- | ---- | ---- | ------------- | --------------- | ------------------------------------ | ------------------- |
| Guanyadora | 1.   | 2010 | Wimbledon     | Vania King      | Ielena Vesninà Vera Zvonariova       | 7−6(6), 6−2         |
| Guanyadora | 2.   | 2010 | US Open       | Vania King      | Liezel Huber Nàdia Petrova           | 2−6, 6−4, 7−6(4)    |
| Finalista  | 1.   | 2011 | US Open       | Vania King      | Liezel Huber Lisa Raymond            | 6−4, 6−7(5), 6−7(3) |
| Finalista  | 2.   | 2015 | Roland Garros | Casey Dellacqua | Bethanie Mattek-Sands Lucie Šafářová | 6−3, 4−6, 2−6       |
| Finalista  | 3.   | 2015 | US Open (2)   | Casey Dellacqua | Martina Hingis Sania Mirza           | 3−6, 3−6            |
| Finalista  | 4.   | 2016 | Wimbledon     | Tímea Babos     | Serena Williams Venus Williams       | 3−6, 4−6            |

### Dobles mixts: 1 (0−1)
| Resultat  | Núm. | Any  | Torneig       | Parella       | Oponents                          | Marcador            |
| --------- | ---- | ---- | ------------- | ------------- | --------------------------------- | ------------------- |
| Finalista | 1.   | 2010 | Roland Garros | Julian Knowle | Katarina Srebotnik Nenad Zimonjić | 4−6, 7−6(5), [11−9] |

## Palmarès

### Individual: 2 (1−1)
| Abans de 2009                | Després de 2009         |
| ---------------------------- | ----------------------- |
| Grand Slam (0−0)             |                         |
| WTA Tour Championships (0−0) |                         |
| Tier I (0−0)                 | Premier Mandatory (0−0) |
| Tier II (0−0)                | Premier 5 (0−0)         |
| Tier III (1−0)               | Premier (0−0)           |
| Tier IV i V (0−0)            | International (0−1)     |

| Títols per superfície |
| --------------------- |
| Dura (1−0)            |
| Gespa (0−0)           |
| Terra batuda (0−1)    |

| Resultat   | Núm. | Data                 | Torneig          | Superfície   | Oponent         | Marcador    |
| ---------- | ---- | -------------------- | ---------------- | ------------ | --------------- | ----------- |
| Guanyadora | 1.   | 24 de febrer de 2007 | Bangalore, Índia | Dura         | Mara Santangelo | 6−4, 6−4    |
| Finalista  | 1.   | 19 d'abril de 2015   | Bogotà, Colòmbia | Terra batuda | Teliana Pereira | 6−7(2), 1−6 |

### Dobles femenins: 28 (13−15)
| Abans de 2009                | Després de 2009         |
| ---------------------------- | ----------------------- |
| Grand Slam (2−4)             |                         |
| WTA Tour Championships (0−0) |                         |
| Tier I (0−0)                 | Premier Mandatory (1−1) |
| Tier II (0−0)                | Premier 5 (1−2)         |
| Tier III (0−1)               | Premier (2−2)           |
| Tier IV i V (0−0)            | International (7−5)     |

| Títols per superfície |
| --------------------- |
| Dura (9−8)            |
| Gespa (2−2)           |
| Terra batuda (2−5)    |

| Resultat   | Núm. | Data                   | Torneig                         | Superfície   | Parella                 | Oponents                                  | Marcador            |
| ---------- | ---- | ---------------------- | ------------------------------- | ------------ | ----------------------- | ----------------------------------------- | ------------------- |
| Finalista  | 1.   | 11 d'agost de 2008     | Cincinnati, Estats Units        | Dura         | Hsieh Su-wei            | Maria Kirilenko Nàdia Petrova             | 3−6, 6−4, [8−10]    |
| Guanyadora | 1.   | 15 de febrer de 2009   | Pattaya, Tailàndia              | Dura         | Tamarine Tanasugarn     | Yulia Beygelzimer Vitalia Diatchenko      | 6−3, 6−2            |
| Finalista  | 2.   | 11 d'abril de 2010     | Marbella, Espanya               | Terra batuda | Maria Kondratieva       | Sara Errani Roberta Vinci                 | 4−6, 2−6            |
| Finalista  | 3.   | 19 de juny de 2010     | 's-Hertogenbosch, Països Baixos | Gespa        | Vania King              | Al·la Kudriàvtseva Anastassia Rodiónova   | 6−3, 3−6, [6−10]    |
| Guanyadora | 2.   | 3 de juliol de 2010    | Wimbledon, Regne Unit           | Gespa        | Vania King              | Ielena Vesninà Vera Zvonariova            | 7−6(6), 6−2         |
| Guanyadora | 3.   | 13 de setembre de 2010 | US Open, Estats Units           | Dura         | Vania King              | Liezel Huber Nàdia Petrova                | 2−6, 6−4, 7−6(4)    |
| Finalista  | 4.   | 15 de maig de 2011     | Roma, Itàlia                    | Terra batuda | Vania King              | Peng Shuai Zheng Jie                      | 2−6, 3−6            |
| Guanyadora | 4.   | 31 de juliol de 2011   | Washington DC, Estats Units     | Dura         | Sania Mirza             | Olga Govortsova Al·la Kudriàvtseva        | 6−3, 6−3            |
| Guanyadora | 5.   | 20 d'agost de 2011     | Cincinnati                      | Dura         | Vania King              | Natalie Grandin Vladimíra Uhlířová        | 6−4, 3−6, [11−9]    |
| Finalista  | 5.   | 11 de setembre de 2011 | US Open                         | Dura         | Vania King              | Liezel Huber Lisa Raymond                 | 6−4, 6−7(5), 6−7(3) |
| Finalista  | 6.   | 16 d'octubre de 2011   | Osaka, Japó                     | Dura         | Vania King              | Kimiko Date-Krumm Zhang Shuai             | 5−7, 6−3, [9−11]    |
| Guanyadora | 6.   | 22 d'octubre de 2011   | Moscou, Rússia                  | Dura (i)     | Vania King              | Anastassia Rodiónova Galina Voskobóieva   | 7−6(3), 6−3         |
| Finalista  | 7.   | 8 d'abril de 2012      | Charleston, Estats Units        | Terra batuda | Anabel Medina Garrigues | A. Pavliutxénkova Lucie Šafářová          | 7−5, 4−6, [6−10]    |
| Finalista  | 8.   | 6 maig de 2012         | Estoril, Portugal               | Terra batuda | Galina Voskobóieva      | Chuang Chia-jung Zhang Shuai              | 6−4, 1−6, [9−11]    |
| Finalista  | 9.   | 5 de gener de 2013     | Auckland, Nova Zelanda          | Dura         | Julia Görges            | Cara Black Anastassia Rodiónova           | 6−2, 2−6, [5−10]    |
| Guanyadora | 7.   | 3 de març de 2013      | Florianópolis, Brasil           | Dura         | Anabel Medina Garrigues | Anne Keothavong Valeria Savinykh          | 6−0, 6−4            |
| Guanyadora | 8.   | 14 de setembre de 2013 | Taixkent, Uzbekistan            | Dura         | Tímea Babos             | Mandy Minella Olga Govortsova             | 6−3, 6−3            |
| Guanyadora | 9.   | 1 de març de 2014      | Florianópolis (2)               | Dura         | Anabel Medina Garrigues | Francesca Schiavone Sílvia Soler Espinosa | 7−6(1), 2−6, [10−3] |
| Guanyadora | 10.  | 6 d'abril de 2014      | Charleston                      | Terra batuda | Anabel Medina Garrigues | Chan Hao-ching Chan Yung-jan              | 7−6(4), 6−2         |
| Guanyadora | 11.  | 10 de maig de 2015     | Madrid, Espanya                 | Terra batuda | Casey Dellacqua         | Garbiñe Muguruza Carla Suárez Navarro     | 6−3, 6−7(4), [10−5] |
| Finalista  | 10.  | de juny de 2015        | Roland Garros, França           | Terra batuda | Casey Dellacqua         | Bethanie Mattek-Sands Lucie Šafářová      | 6−3, 4−6, 2−6       |
| Finalista  | 11.  | d'agost de 2015        | Cincinnati (2)                  | Dura         | Casey Dellacqua         | Chan Hao-ching Chan Yung-jan              | 5−7, 4−6            |
| Finalista  | 12.  | de setembre de 2015    | US Open (2)                     | Dura         | Casey Dellacqua         | Martina Hingis Sania Mirza                | 3−6, 3−6            |
| Guanyadora | 12.  | de març de 2015        | Hong Kong, Hong Kong            | Dura         | Alizé Cornet            | Lara Arruabarrena Andreja Klepač          | 7−5, 6−4            |
| Finalista  | 13.  | de maig de 2016        | Miami, Estats Units             | Dura         | Tímea Babos             | Bethanie Mattek-Sands Lucie Šafářová      | 3−6, 4−6            |
| Guanyadora | 13.  | de juny de 2016        | 's-Hertogenbosch                | Gespa        | Oksana Kalashnikova     | Xenia Knoll Aleksandra Krunić             | 6−1, 6−1            |
| Finalista  | 14.  | de juliol de 2016      | Wimbledon                       | Gespa        | Tímea Babos             | Serena Williams Venus Williams            | 3−6, 4−6            |
| Finalista  | 15.  | de febrer de 2017      | Doha, Qatar                     | Dura         | Olga Savchuk            | Abigail Spears Katarina Srebotnik         | 3−6, 6−7(7)         |

### Dobles mixts: 1 (0−1)
| Resultat  | Núm. | Data              | Torneig               | Superfície   | Parella       | Oponents                          | Marcador            |
| --------- | ---- | ----------------- | --------------------- | ------------ | ------------- | --------------------------------- | ------------------- |
| Finalista | 1.   | 6 de juny de 2010 | Roland Garros, França | Terra batuda | Julian Knowle | Katarina Srebotnik Nenad Zimonjić | 4−6, 7−6(5), [11−9] |

## Trajectòria

### Individual
| | Rússia      | Rússia      | Rússia      | Kazakhstan | Kazakhstan  | Kazakhstan  | Kazakhstan  | Kazakhstan | Kazakhstan  | Kazakhstan  | Kazakhstan  | Kazakhstan | Kazakhstan  | Kazakhstan  | Kazakhstan  | Kazakhstan  | Kazakhstan |           |           |
| Torneig | 2005        | 2006        | 2007        | 2008       | 2009        | 2010        | 2011        | 2012       | 2013        | 2014        | 2015        | 2016       | 2017        | 2018        | 2019        | 2020        | 2021       | Títols    | V – D     |
| Open d'Austràlia | A           | A           | Q3          | 2R         | 1R          | 2R          | A           | Q1         | 1R          | 1R          | 3R          | 2R         | 1R          | A           | A           | A           | 1R         | 0 / 9     | 5 – 9     |
| Roland Garros | A           | Q1          | 1R          | Q1         | 3R          | QF          | 1R          | QF         | 2R          | 2R          | 1R          | 1R         | 1R          | A           | A           | A           | A          | 0 / 10    | 12 – 10   |
| Wimbledon | A           | 1R          | 1R          | Q2         | 2R          | 2R          | 1R          | 4R         | 2R          | 4R          | 1R          | QF         | A           | A           | A           | NC          | A          | 0 / 10    | 13 – 9    |
| US Open | A           | Q3          | 1R          | 1R         | 3R          | 1R          | Q1          | 2R         | 3R          | 1R          | Q3          | 4R         | A           | A           | A           | A           | 1R         | 0 / 9     | 8 – 9     |
| Jocs Olímpics | No celebrat | No celebrat | No celebrat | A          | No celebrat | No celebrat | No celebrat | 2R         | No celebrat | No celebrat | No celebrat | 1R         | No celebrat | No celebrat | No celebrat | No celebrat | 1R         | 0 / 3     | 1 – 3     |
| Total Victòries−Derrotes | 1−1         | 1−2         | 10−14       | 6−13       | 18−17       | 23−22       | 6−13        | 17−13      | 10−13       | 16−15       | 13−14       | 17−17      | 4−10        | 0−0         | 0−0         | 0−1         | 1−10       | 143 – 175 | 143 – 175 |
| Rànquing a final d'any | 315         | 132         | 89          | 91         | 53          | 39          | 206         | 29         | 81          | 66          | 82          | 33         | 292         | –           | –           | –           | 433        |           |           |
| Llegenda: G: Guanyadora; F: Finalista; SF: Semifinalista; QF: Quarts de final; Q: Qualificació; A: Absent; RR: Round Robin; |             |             |             |            |             |             |             |            |             |             |             |            |             |             |             |             |            |           |           |

### Dobles femenins
| | Rússia | Rússia | Kazakhstan | Kazakhstan  | Kazakhstan  | Kazakhstan  | Kazakhstan | Kazakhstan  | Kazakhstan  | Kazakhstan  | Kazakhstan | Kazakhstan | Kazakhstan | Kazakhstan |           |           |
| Torneig | 2006   | 2007   | 2008       | 2009        | 2010        | 2011        | 2012       | 2013        | 2014        | 2015        | 2016       | 2017       | ...        | 2021       | Títols    | V – D     |
| Open d'Austràlia | A      | A      | 1R         | 1R          | 1R          | A           | QF         | 1R          | 2R          | 2R          | 2R         | 3R         | A          | A          | 0 / 9     | 8 – 9     |
| Roland Garros | A      | 1R     | 1R         | 1R          | 1R          | SF          | QF         | 2R          | 1R          | F           | 3R         | 1R         | A          | A          | 0 / 11    | 14 – 10   |
| Wimbledon | A      | A      | 2R         | 2R          | G           | 2R          | 3R         | A           | 3R          | QF          | F          | A          | A          | A          | 1 / 8     | 21 – 7    |
| US Open | A      | QF     | 1R         | 2R          | G           | F           | 3R         | 1R          | 2R          | F           | 3R         | A          | A          | 1R         | 1 / 11    | 24 – 10   |
| Jocs Olímpics | NC     | NC     | A          | No celebrat | No celebrat | No celebrat | 2R         | No celebrat | No celebrat | No celebrat | 1R         | NC         | NC         | A          | 0 / 2     | 1 – 2     |
| WTA Tour Championships | A      | A      | A          | A           | SF          | SF          | A          | A           | A           | A           | QF         | A          | A          | A          | 0 / 3     | 0 – 3     |
| Total Victòries−Derrotes | 2−1    | 5−4    | 18−18      | 16−20       | 27−19       | 37−13       | 19−13      | 16−12       | 26−15       | 32−11       | 35−19      | 14−10      | 0−2        | 1−11       | 238 – 169 | 238 – 169 |
| Rànquing a final d'any | 242    | 111    | 42         | 49          | 7           | 5           | 26         | 59          | 24          | 6           | 14         | 37         | –          | 827        |           |           |
| Llegenda: G: Guanyadora; F: Finalista; SF: Semifinalista; QF: Quarts de final; Q: Qualificació; A: Absent; RR: Round Robin; |        |        |            |             |             |             |            |             |             |             |            |            |            |            |           |           |

### Dobles mixts
| Open d'Austràlia | A           | A           | A           | 2R | SF          | A           | 1R          | 2R          | A  | A  | A  | 0 / 4 | 5 – 4  |
| Roland Garros | 1R          | F           | A           | 1R | A           | SF          | 1R          | 2R          | 2R | A  | A  | 0 / 7 | 9 – 7  |
| Wimbledon | 2R          | QF          | 2R          | 3R | A           | A           | A           | SF          | A  | A  | A  | 0 / 5 | 11 – 5 |
| US Open | A           | 2R          | 1R          | A  | A           | A           | QF          | QF          | A  | A  | QF | 0 / 5 | 7 – 5  |
| Jocs Olímpics | No celebrat | No celebrat | No celebrat | A  | No celebrat | No celebrat | No celebrat | No celebrat | 1R | NC | A  | 0 / 1 | 0 – 1  |
| Llegenda: G: Guanyadora; F: Finalista; SF: Semifinalista; QF: Quarts de final; Q: Qualificació; A: Absent; RR: Round Robin; |             |             |             |    |             |             |             |             |    |    |    |       |        |

## Guardons
- WTA Comeback Player of the Year (2012)